# Rodolphe de Rheinfelden
 (décembre 2018).
Si vous disposez d'ouvrages ou d'articles de référence ou si vous connaissez des sites web de qualité traitant du thème abordé ici, merci de compléter l'article en donnant les références utiles à sa vérifiabilité et en les liant à la section « Notes et références ».
Rodolphe de Rheinfelden (né vers 1025, et mort le 15 octobre 1080 à Hohenmölsen), fut duc de Souabe de 1057 à 1077. Du parti de son beau-frère le roi Henri IV, à l'origine, il est devenu un opposant notoire au cours de la querelle des Investitures et fut élu antiroi le 15 mars 1077. Après trois ans de conflit armé entre les deux partis, la campagne de Rodolphe prit fin avec la bataille de Hohenmölsen où il perdit la vie.

## Biographie
Le nom de Rodolphe, fils du comte Cunon de Rheinfelden, apparaît pour la première fois dans un document émis par l'empereur Henri III en 1048. Ses ancêtres étaient à la tête du landgraviat de Sisgau (dans l'actuelle Suisse du Nord-Ouest) à la limite du duché de Souabe et du royaume d'Arles. La noble famille vient de la Haute-Bourgogne et est apparentée au roi Rodolphe II († 937). Rodolphe de Rheinfelden dispose désormais de tous les atouts pour une fonction royale.

### Duc de Souabe
À la mort du duc Otton III de Souabe en 1057, Rodolphe profitant de la minorité d’Henri IV, alors roi des Romains, a été nommé duc de Souabe et également administrateur du royaume d'Arles par l'impératrice Agnès. Tous deux ont des liens particuliers avec l'abbaye Saint-Blaise dans la Forêt-Noire et des réformes grégoriennes. Toutefois, l'attribution de Souabe provoqua la résistance de Berthold de Zähringen qui reçoit en compensation le duché de Carinthie.
Pour consolider les liens entre Rodolphe et la dynastie franconienne, le nouveau duc se fiance avec Mathilde, la sœur du roi Henri IV. Selon la chronique de Frutolf de Michelsberg, il enleva la jeune fille, âgée de onze ans, confiée à l'évêque de Constance. Deux ans plus tard, il la demande en mariage, avec succès. Mathilde meurt en 1060, et Rodolphe épouse vers 1061/1062 Adélaïde, fille du comte Othon Ier de Savoie. Sa sœur Berthe de Savoie épouse Henri IV en 1066.
Deux fois beau-frère d’Henri IV, Rodolphe l’aide dans ses campagnes militaires en Thuringe et en Saxe. La régence de l'impératrice Agnès a conduit à une situation dans laquelle les princes ont joué un rôle déterminant dans la politique impériale. Rodolphe se livra au renversement des archevêques Annon II de Cologne et Adalbert de Brême, et contribue notamment à la lutte contre les forces de l'opposition saxonne culminant dans la révolte des Saxons à partir de 1073. Le 9 juin 1075, il  mena les forces souabes à la victoire de Langensalza. À cette époque-là déjà, toutefois, il aurait conspiré avec les ducs Berthold de Carinthie et Welf de Bavière.

### Antiroi

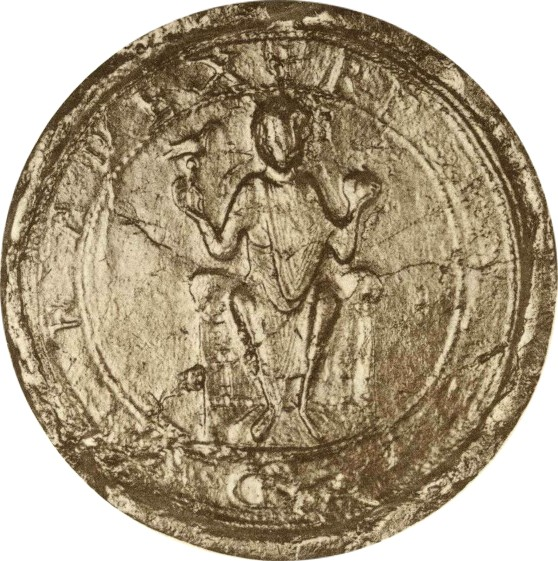
Le sceau de Rodolphe, apposé sur un document du 25 mars 1079.

Le vent ne tourna qu'à la suite de la querelle des Investitures et de l’excommunication d’Henri IV par le pape Grégoire VII le 2 février 1076. Lors d'une réunion à Trebur en octobre, Rodolphe se met à comploter avec d’autres nobles dont Werner Ier de Habsbourg. Un délai a été fixé au roi jusqu'à février 1077 qui obligea Henri à faire la pénitence de Canossa. Rodolphe a cherché en vain à couper le passage du roi et la levée de l’excommunication ne lui fit pas abandonner son plan. Le 15 mars 1077 à Forchheim en Franconie, il est élu le premier antiroi de l'histoire allemande. Rodolphe a reçu le soutien des chefs ecclésiastiques de Mayence, de Salzbourg et de Magdebourg, ainsi que de Worms, de Passau, d'Halberstadt et de Wurtzbourg, à côté des princes séculiers Otton de Nordheim, Berthold de Carinthie et Welf de Bavière. Il s’engage à respecter le caractère électoral de la monarchie et à rester soumis au pape afin de conforter sa position.
Son couronnement a lieu au mois le 26 mars à Mayence par son partisan l'archévêque Sigefroi Ier, mais la population de la ville se soulève, et Rodolphe doit fuir en Saxe. La Saxe étant isolée de son duché de Souabe par les terres du roi, il laisse le duché de Souabe à son fils Berthold de Rheinfelden et met le siège devant Wurtzbourg, mais sans succès. Dans le même temps, la diète d’Ulm lui retire le duché de Souabe, qu’Henri IV confie à Frédéric de Hohenstaufen. 
Le 7 août 1078, l’issue de la bataille de Mellrichstadt est indécise. Rodolphe peine à convaincre les Saxons de combattre au-delà de leurs frontières ; ils le considèrent comme un homme du sud et n’ont pas confiance en lui. Autre problème important, le pape refusa de reconnaître sa cause. Pour conserver le soutien des autres nobles, il doit leur accorder de larges portions du territoire royal ainsi que des biens d’Église. Cependant, les choses tournèrent en sa faveur en 1080 : il remporte la victoire de Flarchheim le 27 janvier 1080. Le 7 mars, le pape excommunie de nouveau Henri IV et reconnaît Rodolphe comme roi des Romains et vassal du Saint-Siège.
Près de l’Elster, ses troupes affrontent de nouveau celles d’Henri IV le 14 octobre. Il remporte la victoire, mais perd la main droite dans la bataille et est mortellement blessé à l’abdomen. Il se retire dans la ville voisine de Mersebourg, où il meurt le lendemain et où il est inhumé, dans la cathédrale. La rébellion contre Henri IV s’éteint presque immédiatement.

## Unions et postérité
Rodolphe de Rheinfelden épouse d'abord  en 1059 Mathilde de Franconie (née en 1045 † 12 mai 1060). Puis en 1061/1062 Adélaïde de Savoie dont six enfants : 
- Adélaïde de Rheinfelden, épouse en 1077 Ladislas Ier de Hongrie ;
- Berthold de Rheinfelden († 1090), duc de Souabe en 1077 puis en opposition de 1079 à 1090 ;
- Agnès  († 1111), épouse de Berthold II de Zähringen, duc de Souabe en opposition de 1092 à 1098 ;
- Berthe (†  après 1128), épouse Ulrich (X) comte de Bregenz ;
- Othon (†  jeune) ;
- Bruno, moine à l'abbaye de Hirsau.

Une autre source lui attribue une fille supplémentaire : qui vu les dates serait plutôt sa sœur (comme l'indique le site Internet de généalogie Medieval Lands).
- Tetberge/Thetberge, épouse de Louis Ier de Faucigny († 1060), puis de Gérold II de Genève.